# 小行星7701
小行星7701（英語：7701 Zrzavy）是一颗围绕太阳公转的小行星。1990年10月14日，安東寧·姆爾科斯在克列特发现了此天体。
这颗小行星的绝对星等为1.64319005827101等。